# The Tar Heel Warrior
The Tar Heel Warrior er en amerikansk stumfilm fra 1917 af E. Mason Hopper.

## Medvirkende
- Walt Whitman som Oberst Dabney Mills
- Ann Forrest som Betty Malroy
- William Shaw som Paul Darrell
- James McLaughlin som James Adams
- Dorcas Matthews som Anna Belle Adams